# Caloptilia ribesella
Caloptilia ribesella är en fjärilsart som först beskrevs av Victor Toucey Chambers 1877.  Caloptilia ribesella ingår i släktet Caloptilia och familjen styltmalar. Inga underarter finns listade i Catalogue of Life.